# Nagyrécse
Nagyrécse là một thị trấn thuộc hạt Zala, Hungary. Thị trấn này có diện tích 26,99 km², dân số năm 2010 là 1109 người, mật độ 41 người/km².